# Josef Merkle
Josef Merkle (* 16. August 1882 in Fürth; † 3. Februar 1952 ebenda) war ein deutscher Ringer.

## Karriere
Josef Merkle nahm an den Olympischen Sommerspielen 1912 in Stockholm in der Klasse bis 75 kg im griechisch-römischen Stil teil.